# Dichelacera bifascies
Dichelacera bifascies är en tvåvingeart som beskrevs av Walker 1848. Dichelacera bifascies ingår i släktet Dichelacera och familjen bromsar. Inga underarter finns listade i Catalogue of Life.